# Zbigniew Radziwonowicz
Zbigniew Marian Radziwonowicz, ps. Szaman (ur. 8 grudnia 1930 w Łącku Wysokim w woj. nowogródzkim, zm. 11 grudnia 2002 w Warszawie) – polski lekkoatleta, oszczepnik, podpułkownik Wojska Polskiego.

## Życiorys
Absolwent warszawskiej AWF.

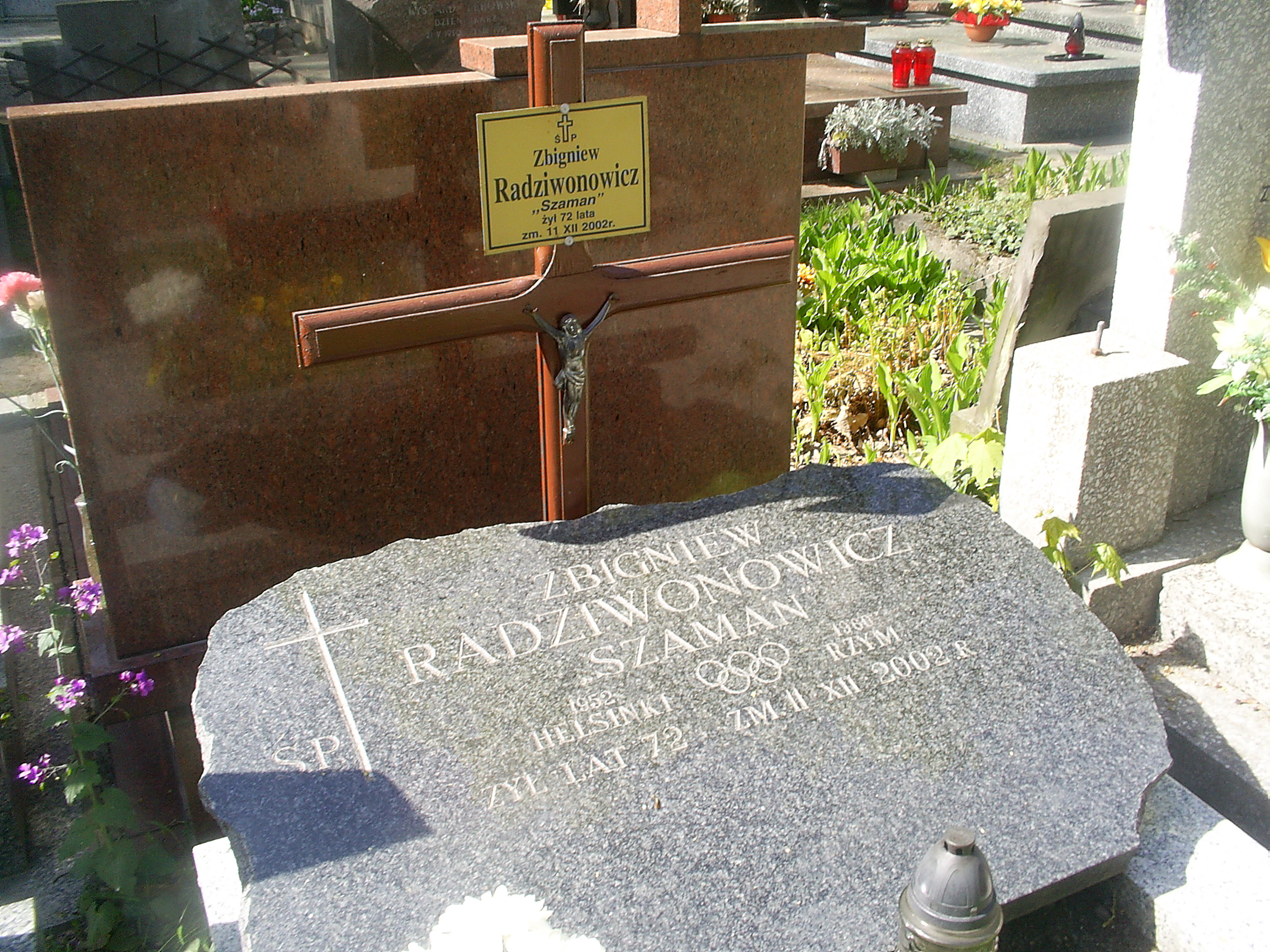
Grób Zbigniewa Radziwonowicza

W latach 50. XX wieku był, obok Janusza Sidły, najlepszym polskim oszczepnikiem. Startował w wielu imprezach rangi międzynarodowej. Uczestnik Igrzysk Olimpijskich w Helsinkach w 1952 (odpadł w eliminacjach) oraz Igrzysk w Rzymie w 1960 (7. miejsce w finale). Reprezentował Polskę na mistrzostwach Europy w Bernie (7. miejsce) oraz mistrzostwach w Sztokholmie (10. miejsce). W 1954 roku zdobył tytuł akademickiego wicemistrza świata. Dwunastokrotny medalista mistrzostw Polski. Siedemnaście razy bronił barw narodowych w meczach międzypaństwowych. Rekord życiowy: 77,65 m (9 czerwca 1957, Warszawa).
Po zakończeniu kariery sportowej trener i sędzia PZLA.
Od 1996 honorowy obywatel miasta Koła.
Został pochowany na cmentarzu wojskowym na Powązkach (kwatera AII-9-6).